# Leimbach (bei Adenau)
Leimbach ist eine Ortsgemeinde im Landkreis Ahrweiler in Rheinland-Pfalz. Sie gehört der Verbandsgemeinde Adenau an.

## Geographie
Leimbach liegt im Landschaftsschutzgebiet Rhein-Ahr-Eifel. Die Gemeinde gliedert sich in die Ortsteile Leimbach, das im Tal des Adenauer Baches liegt, und Gilgenbach mit dem Weiler Adorferhof. Zum Ortsteil Leimbach gehören auch die Wohnplätze Birnbachsmühle und Waldsiedlung.
Nachbargemeinden sind Dümpelfeld im Norden, Kaltenborn im Osten, Adenau im Süden sowie Reifferscheid im Westen.
Der höchste Berg im Leimbacher Gemeindegebiet ist die Hohe Warte, ein langgezogener Bergrücken, der mit 628 m ü. NHN zu den höheren Erhebungen der Hocheifel zählt.

## Geschichte
Erstmals urkundlich erwähnt wurde der Ort am 25. Mai 1163 in einem Brief Konrad von Gilgenbachs. Nachdem er bis 1290 zur Grafschaft Nürburg gehört hatte, ging das heutige Gemeindegebiet zum kurkölnischen Amt Nürburg.
Zu Beginn des 20. Jahrhunderts wurde Leimbach an das Wasserversorgungsnetz angeschlossen, die Elektrifizierung fand in den 1920er-Jahren statt. Im Zweiten Weltkrieg wurde auch Leimbach bombardiert. Dabei wurde am 8. Oktober 1944 die frühere Leimbacher Mühle zerstört; schwere Bombenschäden entstanden auch am 22. und 29. Oktober 1944.
Am 7. November 1970 wurde die bis dahin eigenständige Gemeinde Gilgenbach mit 163 Einwohnern nach Leimbach eingemeindet. 1972 wurden auch in den Ortsteilen Gilgenbach und Adorferhof Wasserleitungen verlegt. Eine angestrebte Eingemeindung nach Adenau verhinderte der Stadtrat 1975.
Die im Jahr 1989 begonnene Erneuerung des Dorfplatzes wurde 1990 abgeschlossen. In einem zweiten Bauabschnitt wurden dort bis 1994 die Kanalbauarbeiten abgeschlossen. Im Dezember 1992 wurde mit dem Bau des Gemeindezentrums Leimbach begonnen, das im Mai 1994 eingeweiht wurde. 2002 wurde der Anschluss des kompletten Gemeindegebietes an das Abwassernetz beendet.
Im Januar 2004 hatte der Ortsteil Leimbach 344 und Gilgenbach zusammen mit Adorferhof 217 Einwohner.

### Namensherkunft
Der Name „Leimbach“ bedeutet in etwa „verschlammtes Gewässer“, da „Leim“ im Alt- und Mittelhochdeutschen mit „Lehm“ zu übersetzen ist. Die Endung „Bach“ soll fränkischen Ursprungs sein. Daher könnte die Gründung Leimbachs vermutlich schon in der fränkischen Zeit erfolgt sein.

### Bevölkerungsentwicklung
Die Entwicklung der Einwohnerzahl von Leimbach bezogen auf das heutige Gemeindegebiet; die Werte von 1871 bis 1987 beruhen auf Volkszählungen:
| Jahr | Einwohner |
| ---- | --------- |
| 1815 | 365       |
| 1835 | 434       |
| 1871 | 334       |
| 1905 | 334       |
| 1939 | 387       |
| 1950 | 397       |

| Jahr | Einwohner |
| ---- | --------- |
| 1961 | 445       |
| 1970 | 414       |
| 1987 | 481       |
| 1997 | 551       |
| 2005 | 559       |
| 2023 | 436       |

## Politik

### Gemeinderat
Der Gemeinderat in Leimbach besteht aus acht Ratsmitgliedern, die bei der Kommunalwahl am 9. Juni 2024 in einer Mehrheitswahl gewählt wurden, und dem ehrenamtlichen Ortsbürgermeister als Vorsitzendem.

### Bürgermeister
Thomas Frings wurde am 18. Juli 2024 Ortsbürgermeister von Leimbach. Da für die Direktwahl am 9. Juni 2024 kein Wahlvorschlag eingereicht wurde, oblag die Neuwahl des Bürgermeisters gemäß rheinland-pfälzischer Gemeindeordnung dem Rat der Gemeinde, der sich auf seiner konstituierenden Sitzung für Frings entschied.
Frings Vorgänger Alois Schmitz war zuletzt bei der Direktwahl am 26. Mai 2019 mit einem Stimmenanteil von 90,20 % in seinem Amt bestätigt worden.

## Verkehr
Leimbach wird von der Bundesstraße 257 durchquert, die den Ort mit Adenau im Süden und Dümpelfeld im Norden verbindet. Der Haltepunkt Leimbach lag an der Ahrtalbahn, die seit Juni 1985 bereits in Ahrbrück endet.